# Bahnstrecke Osthofen–Rheindürkheim–Guntersblum
| Streckennummer (DB): | 3572                 |                                         |                                         |
| Kursbuchstrecke (DB): | zuletzt 274c         |                                         |                                         |
| Kursbuchstrecke: | 274c (1946)          |                                         |                                         |
| Streckenlänge: | 18,8 km              |                                         |                                         |
| Spurweite: | 1435 mm (Normalspur) |                                         |                                         |
| |                      |                                         |                                         |
| \| \| \| Strecke von Mainz \| \| \| \| 18,8 \| Guntersblum \| Guntersblum \| \| \| \| Strecke von Osthofen (s. u.) \| \| \| \| 16,3 \| Gimbsheim \| Gimbsheim \| \| \| 11,7 \| Eich (Rheinhess) \| Eich (Rheinhess) \| \| \| 8,8 \| Hamm (Rheinhess) \| Hamm (Rheinhess) \| \| \| 6,8 \| Ibersheim \| Ibersheim \| \| \| 3,1 \| Rheindürkheim (Anst, ehem. Bf) \| Rheindürkheim (Anst, ehem. Bf) \| \| \| 1,7 \| Worms Stadt (Anst, Industriestammgleis) \| Worms Stadt (Anst, Industriestammgleis) \| \| \| \| Strecke nach Ludwigshafen \| \| \| \| 0,0 \| Osthofen \| Osthofen \| \| \| \| ehem. Strecke von Westhofen \| \| \| \| \| ehem. Strecke von Gau Odernheim \| \| \| \| \| Strecke von Guntersblum (s. o.) \| \| \| \| \| \| \| \| Quellen: [1] \| \| \| \| |                      |                                         |                                         |
| Strecke |                      | Strecke von Mainz                       | Strecke von Mainz                       |
| Bahnhof | 18,8                 | Guntersblum                             | Guntersblum                             |
| Abzweig ehemals geradeaus und nach rechts |                      | Strecke von Osthofen (s. u.)            | Strecke von Osthofen (s. u.)            |
| Bahnhof (Strecke außer Betrieb) | 16,3                 | Gimbsheim                               | Gimbsheim                               |
| Bahnhof (Strecke außer Betrieb) | 11,7                 | Eich (Rheinhess)                        | Eich (Rheinhess)                        |
| Haltepunkt / Haltestelle (Strecke außer Betrieb) | 8,8                  | Hamm (Rheinhess)                        | Hamm (Rheinhess)                        |
| Haltepunkt / Haltestelle (Strecke außer Betrieb) | 6,8                  | Ibersheim                               | Ibersheim                               |
| Betriebsstelle Strecke bis hier außer Betrieb | 3,1                  | Rheindürkheim (Anst, ehem. Bf)          | Rheindürkheim (Anst, ehem. Bf)          |
| Abzweig geradeaus und von links | 1,7                  | Worms Stadt (Anst, Industriestammgleis) | Worms Stadt (Anst, Industriestammgleis) |
| Abzweig geradeaus und von links |                      | Strecke nach Ludwigshafen               | Strecke nach Ludwigshafen               |
| Bahnhof | 0,0                  | Osthofen                                | Osthofen                                |
| Abzweig geradeaus und ehemals nach links |                      | ehem. Strecke von Westhofen             | ehem. Strecke von Westhofen             |
| Abzweig geradeaus und ehemals nach links |                      | ehem. Strecke von Gau Odernheim         | ehem. Strecke von Gau Odernheim         |
| Strecke nach rechts |                      | Strecke von Guntersblum (s. o.)         | Strecke von Guntersblum (s. o.)         |
| |                      |                                         |                                         |
| Quellen: |                      |                                         |                                         |

Die Bahnstrecke Osthofen–Rheindürkheim–Guntersblum, auch Altrheinbahn genannt, ist eine ehemalige rund 18,8 Kilometer lange Eisenbahnstrecke in Rheinhessen von Osthofen über Worms-Rheindürkheim nach Guntersblum. Ihren Spitznamen trägt sie nach dem Altrhein, der früher in diesem Gebiet zu finden war. Die Strecke wurde von 1900 bis 1969 im Personenverkehr betrieben.

## Geschichte

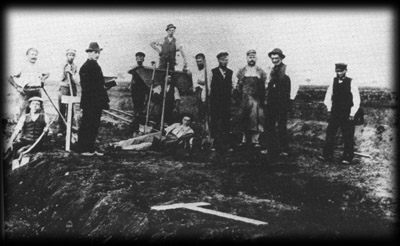
Bauarbeiten bei Eich

### Eröffnung und Betrieb
Nachdem von 1864 bis 1870 die Rheinhessenbahn von Worms nach Alzey gebaut worden war, erlitten viele Gemeinden in Rheinhessen (darunter auch Rheindürkheim) wirtschaftliche Einbußen. Der Plan einer Verlängerung der Bahnstrecke Osthofen–Westhofen nach Worms-Rheindürkheim wurde nicht realisiert, und so befürwortete das Großherzogtum Hessen 1890 eine direkte Eisenbahnstrecke von den rheinhessischen Altrhein-Gemeinden Gimbsheim, Eich, Hamm am Rhein, Ibersheim und Rheindürkheim nach Worms zu bauen. Aus Kostengründen wurde dies jedoch verworfen, das großherzogliche Ministerium entschloss sich für eine Anbindung der Altrheinbahn an die Bahnstrecke Mainz–Ludwigshafen in Osthofen.
Ein Komitee unter dem Vorsitz von Cornelius Wilhelm von Heyl zu Herrnsheim plante eine Eisenbahnstrecke von Worms über die heutige Bundesstraße 9 nach Worms-Rheindürkheim. Die Stadt Worms konzipierte eine Eisenbahnstrecke vom nördlichen Ende der Wormser Hafenbahn entlang des Rheins nach Rheindürkheim. Dieses Vorhaben scheiterte an den ungünstigen Ergebnissen der Rentabilitätsberechnung. Es setzte sich das Konzept mit Anbindung in Osthofen durch, das vor allem von den Gemeinden Rheindürkheim und Osthofen bevorzugt wurde. Die Verhandlungen zur Konzessionserteilung mit der Eisenbahndirektion Mainz dauerten lange. Am 1. April 1897 wurde der erste Abschnitt der Altrheinbahn von Osthofen nach Rheindürkheim eröffnet, allerdings zunächst nur für den Güterverkehr zum Hafen Rheindürkheim. Erst drei Jahre später wurde der restliche Abschnitt der Altrheinbahn im November 1900 eingeweiht und auch der Personenverkehr aufgenommen. 1906 wurde der Halt Gimbsheim mit einem Beamten besetzt und damit Zugfolgestelle. Am 10. Februar 1914 wurden auf der Strecke „mit Eintritt der Dunkelheit“ neue „Doppellichtvorsignale“ in Betrieb genommen, die späteren Bundesbahn-Modellen des Formsignals für Vorsignale entsprachen. Im November 1917 wurde das Elektrizitätswerk Osthofen mit einem Gleis an den Bahnhof Rheindürkheim angeschlossen und 1926 ein Gleisbogen zwischen dem Kraftwerk und dem Rheinkai eingerichtet.
Wegen der schwierigen Situation am Ende des Ersten Weltkrieges musste der Verkehr ab dem 24. November bis zum 16. Dezember 1918 vorläufig auf den Abschnitt Osthofen-Rheindürkheim beschränkt werden. Am Ende des Zweiten Weltkriegs zwischen dem 18. März und dem 1. Juni 1945 fuhr kein Zug auf dieser Strecke, da das Betriebswerk Worms durch einen Luftangriff weitgehend zerstört war. Zum Wechsel in den Sommerfahrplan 1954 wurde der Betrieb auf der Strecke auf Vereinfachten Nebenbahndienst umgestellt, 1963 die Haltestelle Gimbsheim wieder zum Bahnhof. 1968 wurde das Personal der Betriebsstellen Gimbsheim, Eich und Hamm abgezogen.
Zumindest in den letzten Jahren diente die Strecke fast ausschließlich dem Zuckerrübentransport. Die Verladebahnhöfe wurden im sog. Einrichtungsbetrieb einmal pro Tag von Osthofen nach Guntersblum angefahren. Der Zückerrübenverkehr wurde, wie in ganz Rheinhessen, im Dezember 1992 von der Deutschen Bundesbahn aufgegeben.

### Einstellung des Bahnverkehrs
Der Personenverkehr wurde am 1. Juni 1969 eingestellt, danach übernahm eine Buslinie den Verkehr. Güterzüge befuhren die Strecke zwischen Rheindürkheim und Guntersblum bis Ende des Jahres 1992. 1998 wurde dieser Abschnitt stillgelegt. Anfang 2013 beantragte die DB Netz die Freistellung von Bahnbetriebszwecken der Trasse von Kilometer 3,57 (Seegraben in Rheindürkheim) bis Kilometer 18,25. Heute ist nur noch das Industriestammgleis im Industriegebiet Worms-Nord II gelegentlich in Betrieb.

### Heutiger Zustand

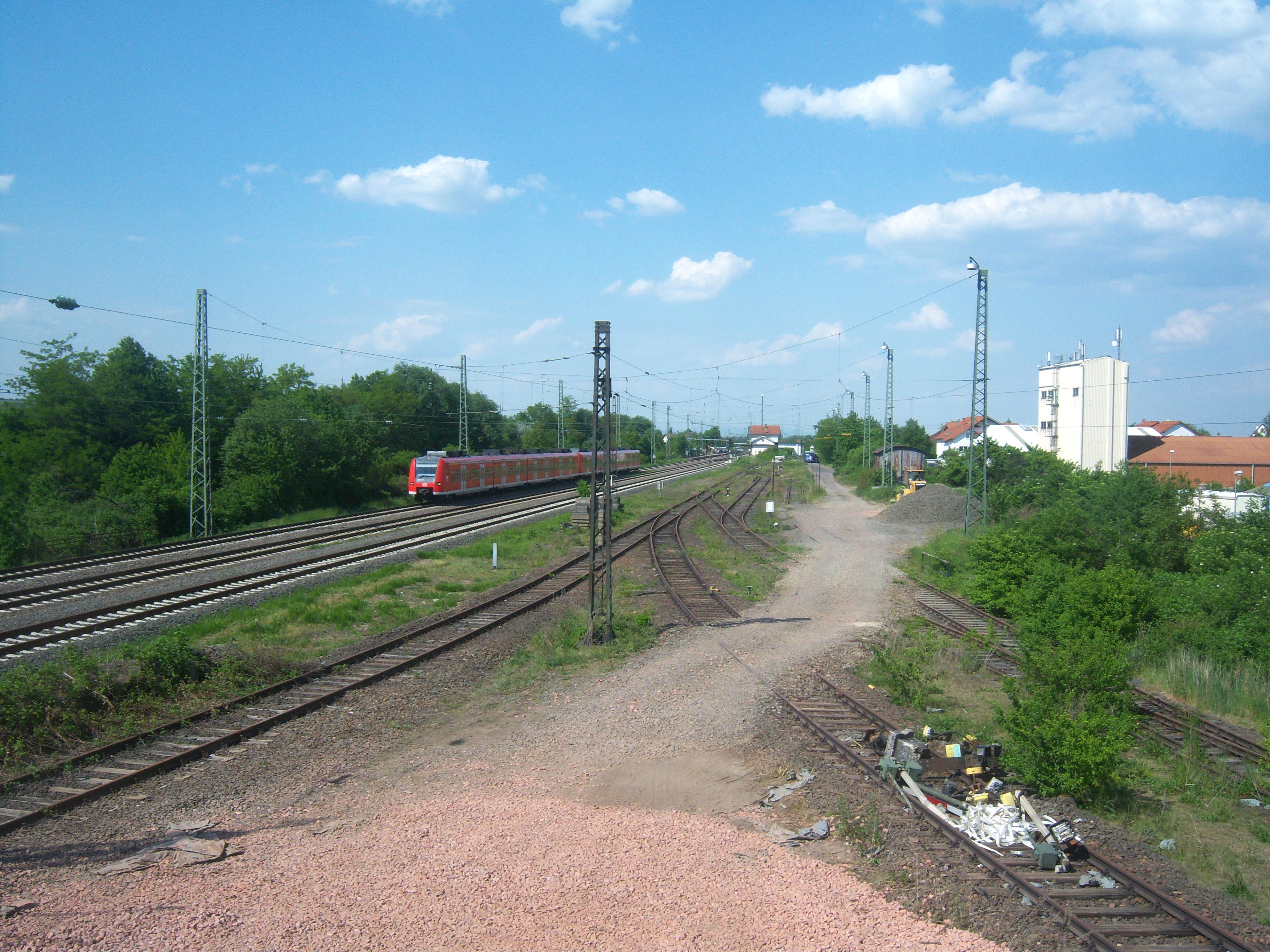
Der Guntersblumer Bahnhof: links die Bahnstrecke Mainz–Ludwigshafen, rechts zweigt die Altrheinbahn Richtung Osthofen ab

Die noch vorhandenen Gleise sind durch starken Bewuchs und Überteerung an Bahnübergängen fast überall nicht befahrbar. Ab Ortsausgang Rheindürkheim (von Osthofen kommend) sind sie, bis auf einzelne Reste an ehemaligen Bahnübergängen, komplett zurückgebaut. Ab dem Bereich des Bahnhofs Eich sind selbst die charakteristischen geschotterten Gleisbetten nahezu vollständig verschwunden. Auf dem Streckenabschnitt Eich-Gimbsheim läuft ein Fußweg im ehemaligen Gleisbett. Ein kleines Stück der alten Strecke ist auf einer Brücke über einen Bach erhalten geblieben. Eine Reaktivierung der Strecke wird von Kommunalpolitikern und Bahnverantwortlichen immer wieder ins Gespräch gebracht. Heute verkehren noch einzelne Güterzüge von Worms-Rheindürkheim durch das Wormser Industriegebiet Nord nach Osthofen. Vor einigen Jahren wurde dieser Streckenabschnitt aufwändig erneuert. Dies ist daher der am besten erhaltene und einzig befahrbare Abschnitt der Strecke.
Die Stationsgebäude Rheindürkheim, Ibersheim, Hamm (Rhh), Eich und Gimbsheim sind im Januar 2022 noch erhalten, davon Ibersheim und Hamm (Rhh) noch in einem ursprungsnahen Zustand. In Gimbsheim und Guntersblum sind auch noch die Blech-Unterstände der Rübenverladeanlagen in Bahnhofsnähe zu sehen.
Die Gleise sind am Abzweig vom Bahnhof Guntersblum noch teilweise erhalten.

## Streckenverlauf

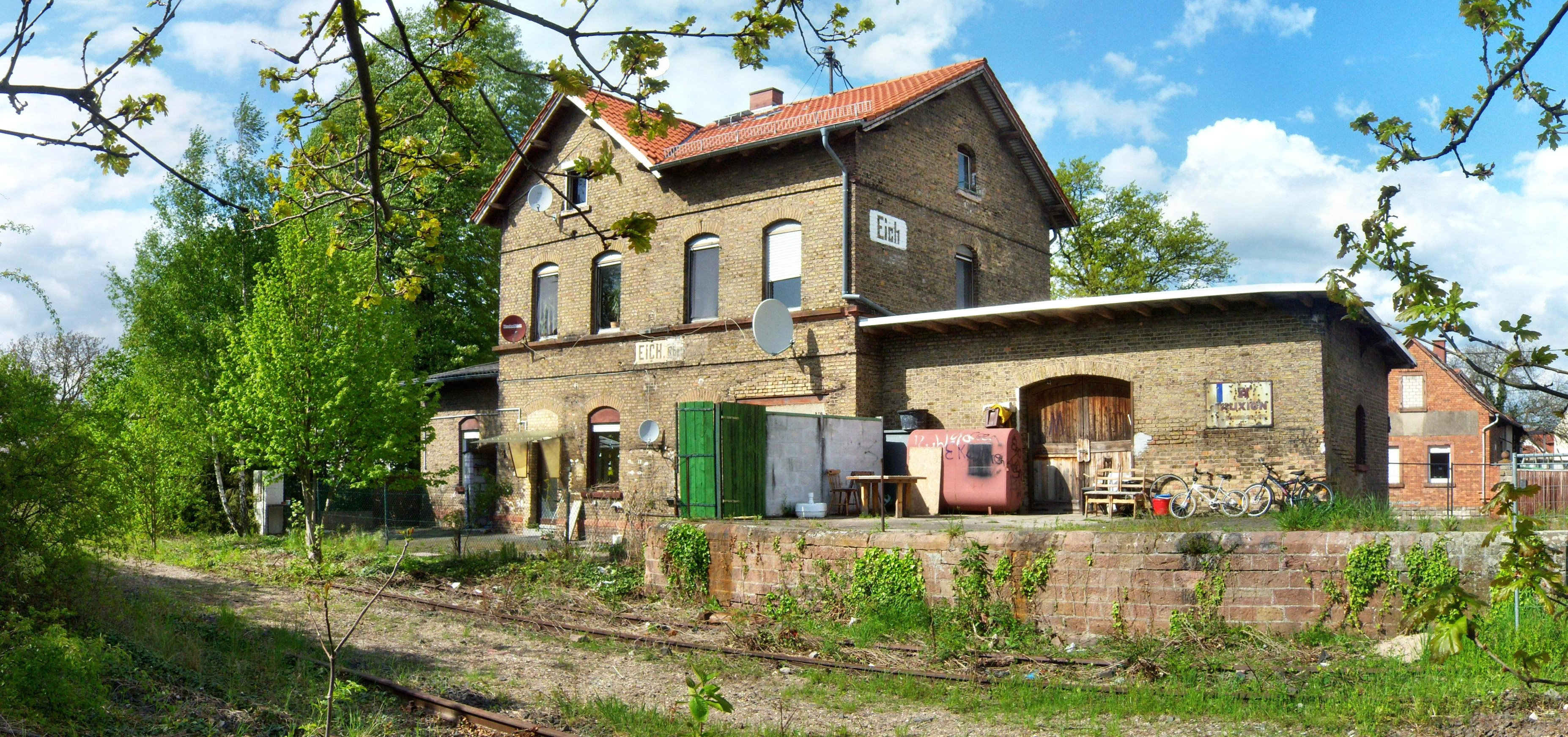
Der alte Eicher Bahnhof (2008)

Die Nebenbahn begann im Bahnhof Osthofen und führte über Worms-Rheindürkheim in einem langgezogenen Bogen durch das Altrheingebiet über Ibersheim, Hamm (Rhh), Eich und Gimbsheim nach Guntersblum. Die Strecke ist, bis auf die Bahnhöfe, durchgehend eingleisig, nicht elektrifiziert und weist keine nennenswerten Steigungen auf. Vom Bahnhof Rheindürkheim aus führte ein Nebengleis zur Hafenanlage Rheindürkheim und von dort in das Werk der Rheinischen Stohzellstofffabrik sowie in das Elektrizitätswerk Osthofen.

## Fahrzeuge
Von Anfang an fuhr eine preußische T 3, die spätere Baureihe 89. In den Nebenzeiten fuhren bereits recht früh im Wechsel zu den dampflokbespannten Zügen auch Wittfeld-Akkumulatortriebwagen ETA 177 und ETA 180. Später verkehrten auch Dampfloks der DR-Baureihe 56 des Bw Worms, wegen der begrenzten Achslast fuhr in den 1950er Jahren auch in Ausnahmefällen eine Lokomotive der Baureihe 74.4–13. Nach der Dampfzeit fuhren im Personenverkehr Schienenbusse und Akkumulatortriebwagen der Baureihe 515.
Einzelne Güterwagen wurden durch eine Kleindiesellokomotive Köf des Bahnhofes Osthofen zugestellt, ansonsten besorgten den Güterverkehr bis zur Einstellung des durchgehenden Verkehrs 1992 Diesellokomotiven der Baureihe 212.